# Erzurum
Erzurum ou Erzéroum (Կարին (K'arin ou Garin) en arménien ; Erzîrom en kurmandji) est une ville d'Anatolie orientale, aujourd'hui en Turquie. Préfecture de la province du même nom, elle compte une population de 561 874 habitants (recensement de 2008).

## Géographie

### Topographie
Située à 1 945 mètres d'altitude sur le haut-plateau arménien, cette ville du Nord-Est de la Turquie est une des plus hautes de la région. La ville se trouve dans une plaine parsemée de quelques collines de roches volcaniques dont la plus élevée porte la citadelle.

### Géologie
La ville est confrontée à des séismes assez réguliers : le 27 octobre 1843, un séisme fit d’importants dégâts matériels et le 19 août 1966, un séisme fit quelques victimes. En 1983, un nouveau séisme de 6,9 sur l’échelle de Richter frappa la ville.

### Climat
Erzurum connaît un climat continental marqué, avec une température moyenne de −11 °C en janvier. Les températures tombent fréquemment en dessous des −35 °C en hiver, avec de fortes chutes de neige. Le climat de la ville est relativement rigoureux étant donné la position continentale et l’altitude élevée. Les températures oscillent en moyenne entre -8,6 °C l’hiver et 19,6 °C l’été mais peuvent atteindre des extrêmes : jusque – 30 °C en janvier et +34 °C en août. L’hiver est assez long avec une couverture neigeuse en place pendant plusieurs mois et des chutes de neige sont possibles en plein été. La végétation naturelle est plus ou moins steppique et les paysages verdoyants uniquement lors de la fonte des neiges font apparaitre une teinte roussâtre. Les arbres sont assez rares puisque les plus proches forêts se trouvent à 100 km au Nord‑Est. Les possibilités agricoles sont assez limitées puisque le froid d’hiver exclut les céréales et l’été dessèche les pâturages.
| Mois                                  | jan.        | fév.         | mars          | avril        | mai          | juin         | jui.         | août         | sep.         | oct.          | nov.          | déc.          | année            |
| ------------------------------------- | ----------- | ------------ | ------------- | ------------ | ------------ | ------------ | ------------ | ------------ | ------------ | ------------- | ------------- | ------------- | ---------------- |
| Température minimale moyenne (°C)     | −15,9       | −14,7        | −7,5          | −0,7         | 3,4          | 6,1          | 9,9          | 10           | 4,4          | 0,3           | −6            | −12,4         | −1,9             |
| Température moyenne (°C)              | −10,2       | −8,8         | −1,9          | 5,5          | 10,5         | 14,8         | 19,1         | 19,5         | 14,3         | 8,1           | 0,2           | −7,1          | 5,3              |
| Température maximale moyenne (°C)     | −4          | −2,4         | 3,9           | 12,1         | 17,6         | 22,9         | 27,7         | 28,5         | 23,7         | 16,4          | 7,3           | −1,2          | 12,7             |
| Record de froid (°C) date du record   | −36 23/1995 | −37 6/1991   | −33,2 15/2000 | −22,4 1/2003 | −7,1 8/2003  | −5,6 3/1997  | −1,8 11/1992 | −1,1 19/1987 | −6,8 23/1987 | −14,1 31/2003 | −34,3 23/2001 | −37,2 28/2002 | −37,2 28/12/2002 |
| Record de chaleur (°C) date du record | 8 4/1953    | 10,6 28/1955 | 21,4 28/2001  | 26,5 25/2008 | 29,6 29/1948 | 32,2 29/1958 | 35,6 31/2000 | 36,5 11/2006 | 33,3 1/2006  | 27 4/1981     | 20,7 17/1930  | 14 4/2005     | 36,5 11/8/2006   |
| Ensoleillement (h)                    | 108,5       | 121,5        | 155           | 183          | 235,6        | 300          | 331,7        | 316,2        | 252          | 201,5         | 144           | 89,9          | 2 438,9          |
| Précipitations (mm)                   | 16,2        | 19,4         | 34,9          | 56,2         | 72,4         | 42,1         | 21,9         | 16,5         | 22,7         | 46,8          | 25,6          | 21,3          | 396              |
| Nombre de jours avec précipitations   | 9,9         | 9,8          | 12,27         | 16,93        | 19,27        | 12,63        | 8,43         | 7,9          | 6,9          | 10,8          | 8,5           | 9,97          | 133,3            |

| Diagramme climatique                                  |               |             |              |             |             |             |            |             |             |           |               |
| J                                                     | F             | M           | A            | M           | J           | J           | A          | S           | O           | N         | D             |
| −4−15,916,2                                           | −2,4−14,719,4 | 3,9−7,534,9 | 12,1−0,756,2 | 17,63,472,4 | 22,96,142,1 | 27,79,921,9 | 28,51016,5 | 23,74,422,7 | 16,40,346,8 | 7,3−625,6 | −1,2−12,421,3 |
| Moyennes : • Temp. maxi et mini °C • Précipitation mm |               |             |              |             |             |             |            |             |             |           |               |

## Histoire

### Antiquité
Si un canton de Karin dans la province historique arménienne de Haute-Arménie est connu par la Géographie d'Anania de Shirak, et que ce canton semble avoir fait partie du domaine royal arsacide avant la fin du IVe siècle, il ne paraît pas avoir compris une ville, mais plutôt un village. C'est sur le site de ce village que la ville de Théodosio(u)polis est fondée. 
La naissance d'Erzurum remonte au Ve siècle lorsque l'empereur Théodose II fonda une place militaire aux confins orientaux de l’empire byzantin : Theodosiopolis, objet de luttes entre Sassanides, musulmans et byzantins. 

### Moyen Âge
Forteresse importante du limes oriental, fortifiée sous Justinien, elle est prise par les Arabes, détruite par Constantin V en 751-752, reconstruite par les Arabes, puis reconquise par les Byzantins au Xe siècle, et enfin mise à sac par les Seldjoukides en 1048. En 1048, la population de la ville d'Arzen, située à l'est, est chassée par les Seldjoukides et vient s'installer dans la ville de Theodosiopolis qui devient Arzen-er-Roum (Roum signifie l'Empire byzantin), d'où le nom actuel d'Erzurum . 
Après 1071 et la bataille de Manzikert qui voit la conquête de la ville par les musulmans, elle prend le nom d’Arz al-Roum (en arabe : ʾarḍ ar-rūm, أرض الروم, « terre des Roum »). Elle aurait été nommée ainsi à cause des Arméniens réfugiés venant d'une ville proche nommée Arzan et détruite en 1049 par les Seldjoukides,. Ce nom évolue ensuite en Erzerum et Erzurum.
La ville passa successivement aux mains des Seldjoukides qui lui donnèrent d’importants monuments puis des Mongols et des Ottomans des Safavides pour entrer définitivement dans l’empire ottoman à la fin du XVIe siècle. 
La cité a été prise par Akkonyunlu Turkman Uzun Hassan en 1468 après la mort du dirigeant de la fédération tribale d’origine turcomane Kara koyunlu, Jihan shah. Après la chute d’Akkonyunlu, le contrôle de la ville passe au Shah Ismail et aux Qizilbash.  

### Temps Modernes
En 1514, les Ottomans prennent le contrôle de la cité sous l'égide de Selim Ier dans sa campagne à Chaldrian. Les diverses conquêtes aux XVe et XVIe siècles ainsi que les guerres ont provoqué des mouvements de population forcés ce qui a contribuer à faire baisser la population de la ville. 
Erzurum n’a jamais connu de paix avant la fin du XVIe siècle. Soliman le Magnifique (10e sultan ottoman) a entrepris trois campagnes contre les Safavides. Erzurum était une cité forteresse à partir de laquelle les gouverneurs locaux ont mené des offensives contre les Safavides et Erzurum était un terrain de bataille pendant les guerres à l’est. Au XVIe siècle, Erzurum était une cité frontière qui subissait les conséquences de sa position. 
Erzururm a longtemps été un important centre culturel, commercial et militaire de l'est de l'Anatolie. Sa prospérité reposait sur des routes d’échange entre Tabriz, Ardabil, Trébizonde, Sébaste, Tokat et des villes productrices de soie en Iran . 
Selim Ier l'a conquise des Safavides et Soliman a ordonné sa restauration qui débuta en 1529 sous les ordres de Ferhat-pacha Sokolović. La cité devint une forteresse pour les campagnes militaires contre les Safavides. Soliman y mena d’importantes campagnes contre les Safavides en 1534, 1548 et 1554. 
La population d'Erzurum est restée faible puisque la cité a été en proie à de nombreux conflits. En 1540, la ville était pratiquement vide de population, elle était considérée comme une ville principalement militaire. Il a fallu attendre le règne de Mourad IV dès 1639 pour que la ville retrouve la paix. Pendant trois siècles la ville est une place forte ottomane face aux Iraniens et surtout aux russes.

## Epoque Contemporaine
La ville fut dirigée par les Ottomans jusqu'en 1829 lorsque l'Empire russe s'en empara. Mais le traité d'Andrinople signé quelques mois plus tard met fin à cette situation et les Turcs récupèrent rapidement la ville. La situation se reproduit quelques années plus tard, après la guerre russo-turque de 1877-1878. Cette fois-ci, c'est le traité de Berlin qui permet à l'Empire ottoman de récupérer Erzurum.
En 1867, Erzurum comptait 70 000 habitants selon Frans Outendirck. Dans la ville, on travaille la soie, le coton, le cuir, le cuivre, l'acier, et les sabres d'Erzurum ont une grande réputation.

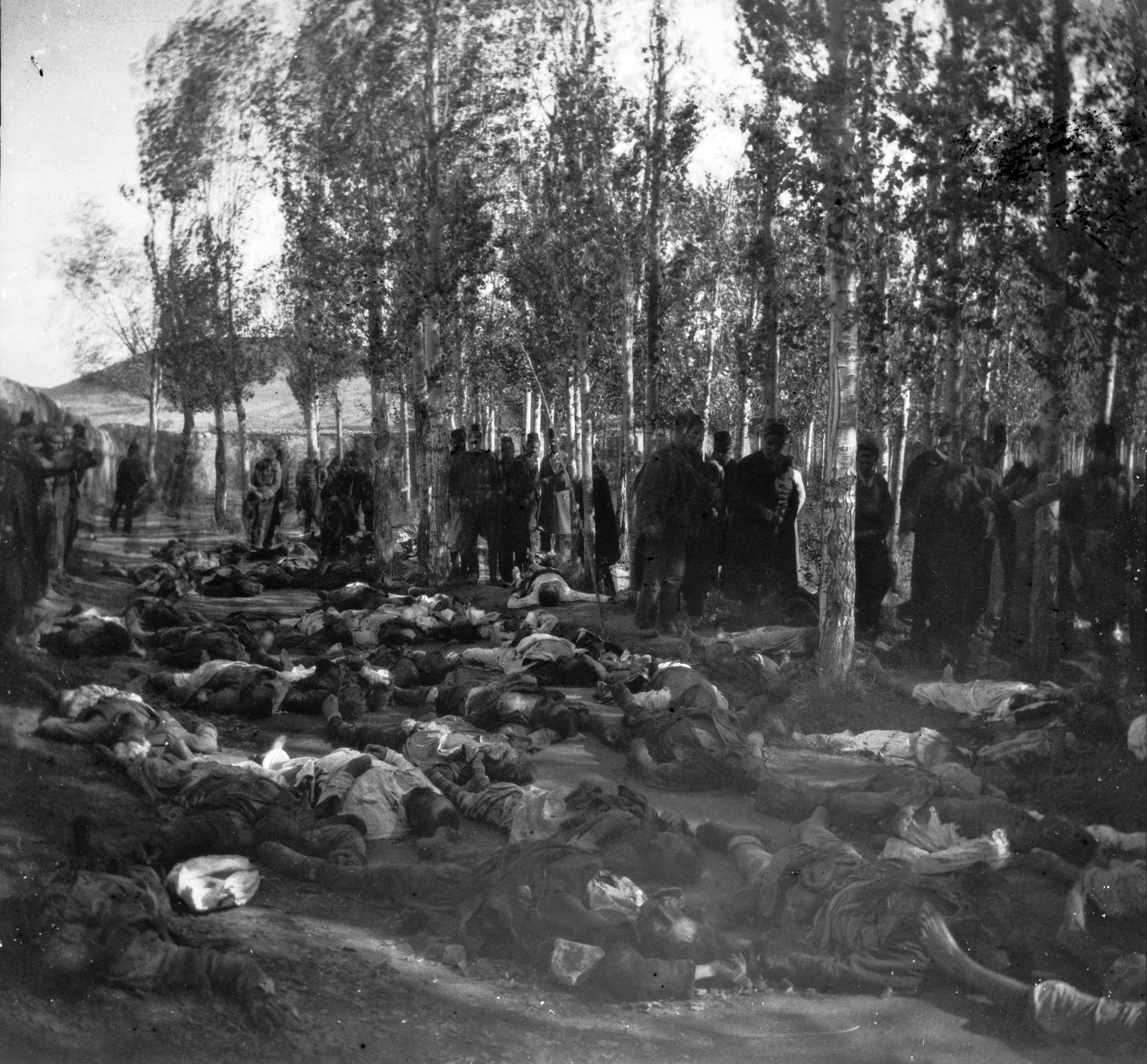
Victimes des massacres hamidiens à Erzurum (30 octobre 1895).

La ville connaît les heures les plus sombres de son histoire pendant les massacres hamidiens (1894-1896), où de nombreux citoyens, surtout arméniens, sont tués, puis pendant le génocide arménien (1915-1917) où elle devient un important centre de déportation et d'extermination. Sur les 20 000 Arméniens de la ville, seule une centaine survivent ; il est estimé que 90 % des Arméniens de la région ont été exterminés durant le génocide arménien.
Durant la Première Guerre mondiale, la ville est finalement prise par l'armée russe de Nikolaï Ioudenitch le 16 février 1916 (la Bataille d'Erzurum). En 1918, la Turquie récupère Erzurum par le traité de Brest-Litovsk.
C’est à Erzurum que se réunit, le 23 juillet 1919, le Congrès qui choisit Mustafa Kemal pour président mais la révolution kémaliste abandonna la ville pour Sivas puis Ankara. Le congrès d'Erzurum marque le début de la guerre d'indépendance de la Turquie.

## Économie
La ville d’Erzurum est un point stratégique puisqu’elle est le point final du gazoduc du sud Caucase, aussi appelé le gazoduc Baku-Tbiliss-Erzurum (BTE). Depuis une quinzaine d’années, le gaz de la Caspienne est transporté par ce biais vers le port turc de Ceyhan et les marchés européens. La ville devait également être le point de départ du gazoduc de Nabucco qui devait transporter de la mer Caspienne vers plusieurs pays membres de l’Union Européenne. Le projet a été avorté en 2013. 
L’une des plus larges sources de revenus de la ville provient de l’Université Atatürk créée en 1950 et qui abrite plus de 40 000 étudiants. Il s’agit de l’une des plus grandes universités de Turquie. Le tourisme est également une source importante de revenus pour la ville. Erzurum abrite des monuments Seldjoukides, mais c’est aussi une station de ski très prisée en hiver.
Erzurum est également célèbre pour la production d’objets fabriqués à partir de pierre d’Oltu, une forme de jais naturel travaillée et exploitée à Erzurum depuis le XVIIIe siècle. Appelée aussi « ambre noir » ou « ambre d’Erzurum », c’est une pierre semi-précieuse qui est utilisée dans la fabrication de bijoux, épingles à cravates, fume-cigarettes, chapelets. Dans le centre d’Erzurum, le Tashan, un espace de deux étages datant du Moyen Âge, lui est dédié.

## Politique
Erzurum, connue comme The Rock (« Le Rocher ») dans le code OTAN, a servi de base aérienne la plus sud-orientale de l'OTAN durant la Guerre froide.

## Lieux et monuments
- Musée archéologique d'Erzurum, abrite des vestiges des fouilles entreprises dans la province d'Erzurum[15]. En 2013, il est divisé selon les sections : fouilles archéologiques (notamment celles de Pulur Höyük (tr) [1960], Güzelova Höyük (tr) [1961], Sos Höyük (tr) [1994-1998] et de divers tumulus) ; culture trans-caucasienne (Culture kouro-araxe) ; civilisation urartéenne ; histoire naturelle ; et massacre turco-arménien[15].
- L'Observatoire d'Anatolie orientale, en projet, sera situé à Erzurum.

## Sports
Les tremplins de Kiremitliktepe constituent l'unique site de Turquie consacré au saut à ski. Il a été construit pour l'Universiade d'hiver de 2011. Depuis, des compétitions internationales de saut à ski y ont été organisées, notamment le Festival olympique d'hiver 2017 de la jeunesse européenne, et des épreuves de Coupe continentale de saut à ski en 2017.

## Dans les arts
Dans le 22e album des Aventures de Tintin Vol 714 pour Sydney, en page 30, le milliardaire Laszlo Carreidas parle de son grand-père maternel qui était « sucreur de rahat-lokum à Erzeroum » (sic).